# Viaggio in paradiso (film 1921)
Viaggio in paradiso (Never Weaken) è una comica muta del 1921 di Fred C. Newmeyer con Harold Lloyd.

## Trama
In una grande città americana il ragazzo (Harold Loyd) e la ragazza (Mildred Davis) lavorano in due uffici adiacenti, in un grattacielo. Tuttavia, i due si preoccupano poco del loro lavoro perché sono, invece, più impegnati a scambiarsi tenerezze attraverso le finestre delle loro stanze. Questa romantica situazione viene messa a repentaglio quando il capo di Mildred, un medico ortopedico, le dice che è costretto a licenziarla perché non può più pagarla a causa della mancanza di pazienti. Poco dopo, il ragazzo esce dal proprio ufficio per recarsi in quello dove lavora la sua amata ma nota, da una porta aperta sul pianerottolo, un acrobata (Mark Jones) che esegue, per allenarsi, dei volteggi e delle capriole. Dopo essersi congratulato con l'acrobata, giunge nello studio medico dove trova la sua fidanzata molto rattristata per l'imminente perdita del posto e quindi della possibilità di continuare a stargli vicino. Il ragazzo ha un'idea e tranquilizza l'innamorata dicendole che ben presto lo studio del dottore sarà pieno di pazienti. Così, si accorda con l'acrobata conosciuto poco prima ed, insieme, scendono in strada, dove quest'ultimo stramazza al suolo dopo aver fatto finta di inciampare. Tra tutte le persone che accorrono per aiutarlo, vi è, ovviamente, anche il ragazzo che lo rimette in piedi e, nel frattempo, distribuisce i biglietti da visita dell'ortopedico. Quando, però, riprovano a fare la stessa messinscena in un'altra strada, attirano l'attenzione di un poliziotto (Charles Stevenson). Così il piano va a monte e l'acrobata si allontana. Cionondimeno, un malcapitato sulla cui testa è caduto un vaso, viene scambiato, inizialmente, dal ragazzo per il suo complice e, nel soccorrerlo, non perde l'occasione di distribuire altri biglietti di visita alle persone intorno. L'atteggiamento sempre più sospettoso del poliziotto, però, lo dissuade dal continuare e, quindi, ritorna presso il proprio ufficio da cui vede, con piacere, che lo studio medico, nel frattempo, si è riempito di pazienti. Quando apre la porta per entrare nella sala d'aspetto del dottore, scorge però, la sua amata abbracciare un corpulento giovanotto (Roy Brooks) e parlare con questi di matrimonio e, così, il ragazzo, senza farsi vedere da lei, si allontana sconsolato. In realtà l'altro uomo è il fratello maggiore della ragazza, appena ordinato sacerdote, che le stava dicendo di essere pronto a sposare la ragazza nel senso di celebrare la cerimonia nuziale. All'oscuro di ciò e disperato, il ragazzo prende la decisione di suicidarsi. Ci prova dapprima con del veleno, poi con un portacarte appuntito, quindi saltando dalla finestra ed infine con una pistola ma nessuno dei tentativi va a buon fine, anche perché il giovane, in parte, non ne è del tutto convinto ed, in parte, non ne ha il coraggio. Per superare tali difficoltà, si mette una benda sugli occhi e si siede davanti alla canna della pistola il cui grilletto è collegato con uno spago alla maniglia della porta. Telefona, quindi, all'usciere dicendogli di venire nella propria stanza. In tal modo, quando l'uomo aprirà la porta farà sparare la pistola, mettendo fine ai giorni del non troppo coraggioso innamorato deluso. Il vento, però, fa cadere una lampadina il cui scoppio induce il giovane a credere che la pistola abbia sparato. Subito dopo, una trave di ferro, tirata su con delle corde dagli operai di un vicino cantiere, entra nel suo ufficio attraverso la finestra aperta, e s'incastra tra le gambe della poltrona del ragazzo cosicché questi viene sollevato e portato fuori dal suo ufficio, sospeso nel vuoto. Sente poi della musica "celestiale" perché una ragazza sta suonando l'arpa in un appartamento nei pressi e quando si toglie la benda vede per prima cosa un angelo (che altro non è che una scultura ornamentale sulla facciata del suo grattacielo) e si convince, perciò, di essere in paradiso finché non sente un gruppo jazz suonare sulla terrazza di un edificio vicino. Il ragazzo realizza, pertanto, di trovarsi sospeso nel vuoto sopra una trave. Quando questa viene avvicinata al palazzo in costruzione, il giovane riesce a spostarsi su di esso ma la situazione non migliora di molto. Le travi già montate che costituiscono lo scheletro dell'edificio, infatti, sono sottili e muoversi su di esse è difficile e pericoloso, complici anche altri imprevisti causati dagli inconsapevoli operai del cantiere. Il ragazzo, però, che solo pochi minuti prima voleva suicidarsi, dimostra, invece, un formidabile attaccamento alla vita compiendo acrobazie incredibili per riuscire a scendere e a raggiungere la salvezza. Finalmente, i suoi sforzi hanno successo ed arriva incolume al suolo, esausto ma vivo. Qui viene raggiunto dall'immancabile poliziotto ma anche dalla ragazza e dal fratello di lei ed in breve l'equivoco viene chiarito. I due fidanzatini, di nuovo insieme e felici, si allontanano flirtando e finendo per sedersi, senza accorgesene, su una trave ma, fortunatamente, riescono a discenderne proprio quando questa inizia ad essere sollevata e ad allontanarsene di corsa.

## Curiosità
La parte finale del palazzo in costruzione sarà ripresa nella comica muta del 1929 Libertà, di Leo McCarey con Laurel & Hardy.